# Одри Хепбёрн (почтовая марка)
Почтовая марка «Одри Хепбёрн» — почтово-благотворительная марка Германии с изображением актрисы Одри Хепбёрн из серии 2001 года, которая не была выпущена в обращение и считается самой дорогой современной почтовой маркой мира. На сегодня известны только пять единичных экземпляров этой марки и три полных марочных листа (30 экземпляров).

## Описание
На марке запечатлена Одри Хепбёрн в огромной шляпе, курящая сигарету в длинном мундштуке. Для создания эскиза использовался кадр из фильма «Завтрак у Тиффани». Номинал марки составляет 1,10 + 0,50 немецких марок (или 0,56 + 0,26 евро). Автор марки — мюнхенский график Антония Грашбергер.

## История создания
Марка с Одри Хепбёрн была отпечатана 28 августа 2001 года и должна была выйти 11 октября самостоятельно и 13 ноября того же года в составе марочного буклета с памятной серией, посвящённой также пяти другим актёрам: Чарли Чаплину, Мэрилин Монро, Грете Гарбо, Жану Габену и Ингрид Бергман. Для создания эскизов марок использовались кадры из фильмов с их участием. Дополнительный сбор предназначался для пострадавших от наводнения[какого?].
Наследники Ингрид Бергман запретили выпуск марки, использующей сцену из фильма «Касабланка». Портрет актрисы на этой марке был заменён на изображение рулона киноплёнки (Mi #2220).
Марку с портретом Хепбёрн отпечатали тиражом в 14 млн экземпляров. Однако затем последовал приказ Федерального министерства финансов в срочном порядке марки изъять, поскольку сын актрисы Шон Хепбёрн-Феррер (Sean Hepburn-Ferrer) забрал права на публикацию. Ему не понравилось, что мать была изображена курящей. В связи с этим обстоятельством, по его мнению, многие могли бы счесть такой портрет пропагандой курения.
Тираж целиком уничтожили, за исключением трёх пробных марочных листов, поступивших в Архив филателии (нем. Archiv für Philatelie) при Эндаументе музеев почты и телекоммуникаций в Бонне, а также в Архив почты (Archiv der Post) и Министерства финансов Германии.

## Единичные экземпляры

### Первый экземпляр
Первый экземпляр марки с портретом Одри Хепбёрн был обнаружен в конце 2004 года бывшим почтальоном из Леопольдсгрюна Вернером Дюрршмидтом. Будучи увлечённым филателистом, он имел связь с десятью компаниями по всей Германии, которые снабжали его прошедшими почту фирменными конвертами. В одном из таких пакетов с конвертами от предприятия, расположенного в Нижней Саксонии, Вернер обнаружил незнакомую марку с изображением Одри Хепбёрн. На марке стоял штемпель Шёнефельда от 14 октября 2003 года. Берлинский эксперт, к которому обратился коллекционер, подтвердил подлинность марки и оценил её в 20 000 евро.
Так как эта находка вызвала большой интерес средств массовой информации, 5 января 2005 года боннский Архив филателии впервые представил широкой общественности экземпляр не вышедшей в обращение марки. 6 октября 2006 года находка Дюрршмидта была продана на аукционе Фельцманна за 53 тысячи евро при начальной цене в 25 тысяч евро. Покупателем стал неизвестный коллекционер из Германии.

### Второй экземпляр
Второй экземпляр марки с Одри Хепбёрн был найден 77-летним филателистом Вальтером Х. из Франкфурта-на-Майне. Он обнаружил марку в кляссере, который приобрёл в Берлине ещё в ноябре 2003 года. Марка погашена берлинским штемпелем от 2 ноября 2003 года.
1 июня 2005 года марка была продана на аукционе аукционного дома Генриха Кёхлера в Висбадене за 58 тысяч евро при начальной цене 20 тысяч евро. О новом владельце раритета известно только, что он из южной Германии.

### Третий экземпляр
Третий экземпляр обнаружил коллекционер из Берлина-Бранденбурга в пакете филателистической смеси. Марка в идеальном состоянии, на вырезке, погашена штемпелем Клайнмахнова от 11 февраля 2004 года.
7 октября 2005 года марка была продана с аукциона в Дюссельдорфе аукционным домом Фельцманна за рекордную сумму — 135 тысяч евро, при начальной цене в 50 тысяч евро. Новым владельцем марки стал финансовый инвестор Герд Бенневирц из Коршенбройха.

### Четвёртый экземпляр

Четвёртый экземпляр невыпущенной почтово-благотворительной марки Германии с портретом Одри Хепбёрн, погашенный штемпелем с обозначением «BRIEFZENTRUM 13» («Центр сортировки писем 13»)

Четвёртый экземпляр был обнаружен рейнским коллекционером в партии гашёных марок на фрагментах конвертов. Марка погашена штемпелем Хеннигсдорфа (13-й берлинский центр сортировки писем) с неразборчивой датой. По частично пропечатанным цифрам можно предположить, что марка была погашена в течение одного из первых девяти месяцев 2004 года. С правой стороны марка частично погашена штемпелем в честь 40-летия некой организации.
Этот экземпляр демонстрировался в 2007 году на почтовой филателистической бирже в Зиндельфингене. Предполагалось, что марка будет продана с аукциона 9 мая 2009 года на Международной филателистической выставке IBRA в Эссене Дюссельдорфским аукционным домом Фельцманна.

### Пятый экземпляр
26 мая 2009 года на аукционе, состоявшемся в берлинском отеле Kempinski Hotel Bristol, был продан пятый экземпляр марки с изображением Одри Хепбёрн. Коллекционер, выставивший редкую марку на торги, пожелал остаться неизвестным, и решил не рассказывать о том, как к нему попал этот экземпляр. При стартовой цене лота 30 тысяч евро, марка была продана за 67 тысяч евро.

## Марочные листы
Известно о существовании трёх полных, негашёных листов «Одри Хепбёрн», каждый из которых содержит по десять редких марок. Первый экземпляр такого листа хранится в Архиве почты, второй — в Архиве филателии при Эндаументе музеев почты и телекоммуникаций. Третий лист принадлежал сыну Одри, Шону Хепбёрну-Ферреру, однако в июне 2010 года он передал свой экземпляр берлинской аукционной фирме «Шлегель» (Schelegel). Этот экземпляр планируется выставить на аукционе 16 октября 2010 года, а вырученные средства будут направлены в пользу ЮНИСЕФ и Детского фонда имени Одри Хепбёрн (англ. Audrey Hepburn Children’s Fund). Оценочная стоимость листа — полмиллиона евро, что составляет 6 111 869 % от его номинальной стоимости. Лист из 10 марок, принадлежавший сыну актрисы, продан на аукционе за 430 тыс. евро (380 тыс. фунтов) или за 606 тыс. долларов. Листы марок (2 шт.) в архивах Германии заморожены до 2040 года, согласно договоренности сына актрисы с Министерством финансов Германии для проведения аукциона.